# Cucioaia, Telenești
Cucioaia este un sat din cadrul comunei Ghiliceni, raionul Telenești. Satul are o suprafață de circa 1,25 kilometri pătrați, cu un perimetru de 4,97 km. Localitatea se află la distanța de 20 km de orașul Telenești și la 92 km de Chișinău. Satul Cucioaia a fost menționat documentar în anul 1691.

## Personalități
- Antonie Luțcan (1903–1948) - preot ortodox și poet